# Chamaeleo bitaeniatus
Chamaeleo bitaeniatus este o specie de cameleon din genul Chamaeleo, familia Chamaeleonidae, ordinul Squamata, descrisă de Fischer 1884. Conform Catalogue of Life specia Chamaeleo bitaeniatus nu are subspecii cunoscute.